# Autoroute A41 (Portugal)
Pour les articles homonymes, voir A41.
L'autoroute portugaise A41 également appelée CREP (Circulaire Régionale Extérieure de Porto) est une autoroute qui contourne par l'est toute l'agglomération de Porto.
Son tronçon intermédiaire de 33 km a été mis en service le 1er avril 2011 et relie la partie nord de l'A41 à sa partie sud (liaison --), permettant ainsi de boucler le contournement.
La longueur finale de l'A41 est de 62 km.

## État des tronçons
| Tronçon                  | État                                             | km   |
| ------------------------ | ------------------------------------------------ | ---- |
| Perafita - Alfena        | En service (Concession: Grande Porto)            | 14,7 |
| Alfena - Sobrado         | En service (2005) (Concession: Grande Porto)     | 8,6  |
| Sobrado - Argoncilhe N 1 | En service (04/2011) (Concession: Douro Litoral) | 33,2 |
| Argoncilhe N 1 - Espinho | En service (2002) (Concession: Grande Porto)     | 5,6  |

## Péage
Le dernier tronçon inauguré en avril 2011 reliant l'  à l' est payant (concessionnaire: Brisa) et coute 2€85.
La partie sud de l'autoroute reliant l'  à Espinho (concessionnaire: Aenor) est gratuit.
La partie nord de l'autoroute reliant Matosinhos à l' (dont le concessionnaire est Aenor) n'est plus libre de péage depuis le 15 octobre 2010 (à la suite de la politique du gouvernement de supprimer les SCUT). Le péage de ce tronçon est assuré par des portiques automatiques en flux libre (free-flow) et coute 1€85.

## Trafic
| Section                                      | Trafic (en véhicules par jour) en 2010 | Trafic (en véhicules par jour) en 2012 |
| -------------------------------------------- | -------------------------------------- | -------------------------------------- |
| - Aéroport de Porto                          | 49969                                  | 20091                                  |
| Aéroport de Porto - Lipor                    | 46533                                  | 21085                                  |
| Lipor - Moreira                              | 46088                                  | 20963                                  |
| Moreira - Maia                               | 48464                                  | 22927                                  |
| Maia - Vermoim                               | 49857                                  | 22693                                  |
| Vermoim -                                    | 45118                                  | 27921                                  |
| - Alfena-Ouest                               | 57008                                  | 30823                                  |
| Alfena-Ouest - Alfena-Est                    | 38685                                  | 16948                                  |
| Alfena-Est - Sobrado                         | 38082                                  | 18490                                  |
| Sobrado -                                    | 32782                                  | 15716                                  |
| - Gandra                                     |                                        | 3649                                   |
| Gandra -                                     |                                        | 2619                                   |
| - Zone industrielle de Campo                 |                                        | 4521                                   |
| Zone industrielle de Campo - Aguiar de Sousa |                                        | 4781                                   |
| Aguiar de Sousa -                            |                                        | 4708                                   |
| - Medas                                      |                                        | 5417                                   |
| Medas -                                      |                                        | 4677                                   |
| - Sandim                                     |                                        | 3966                                   |
| Sandim - N 1                                 |                                        | 4157                                   |

## Capacité
| Section                  | Capacité | Longueur |
| ------------------------ | -------- | -------- |
| - Alfena                 |          | 14 km    |
| Alfena - Aguiar de Sousa |          | 20 km    |
| Aguiar de Sousa -        |          | 14 km    |
| - N 1                    |          | 9 km     |
| N 1 -                    |          | 2 km     |
| - Espinho                |          | 3 km     |

## Itinéraire

Carte de l'A41-Nord

| Sorties                                    | Villes                              |
| ------------------------------------------ | ----------------------------------- |
| 01                                         | Matosinhos - Porto Viana do Castelo |
| Portique de péage de Freixieiro - € 0,20   |                                     |
| 02                                         | Aéroport de Porto Porto VRI         |
| Portique de péage de Gandra - € 0,25       |                                     |
| Sortie                                     | Lipor                               |
| Aire de service de Moraira-Maia (km 4)     |                                     |
| 03                                         | Moreira                             |
| Portique de péage de Maia - € 0,15         |                                     |
| 04                                         | Maia N 14                           |
| Portique de péage de Vermoim - € 0,45      |                                     |
| 05                                         | Vermoim                             |
| 06                                         | Braga Porto                         |
| Portique de péage de Alfena Ouest - € 0,20 |                                     |
| 07                                         | Alfena-Ouest                        |
| Portique de péage de Alfena Est - € 0,65   |                                     |
| 08                                         | Alfena-Est                          |
| 09                                         | Sobrado                             |
| Portique de péage de Ermida - € 0,10       |                                     |
| 10                                         | Paços de Ferreira                   |
| 11                                         | Gandra                              |
| Péage de Gandra                            |                                     |
| 12                                         | Valongo - Porto Paredes             |
| 13                                         | Zone industrielle de Campo          |
| Aire de service de Paredes (km 32)         |                                     |
| 14                                         | Aguiar de Sousa                     |
| Tunnel                                     |                                     |
| 15                                         | Gondomar                            |
| 16                                         | Medas                               |
| 17                                         | Porto São João da Madeira           |
| 18                                         | Sandim                              |
| Péage de Argoncilhe                        |                                     |
| 19                                         | Argoncilhe N 1 Lourosa N 1          |
| 20                                         | Pousadela Nogueira da Regedoura     |
| 21                                         | Porto Santa Maria da Feira          |
| 22                                         | Guetim                              |
| 23                                         | Espinho Porto Ovar                  |